# Opus One

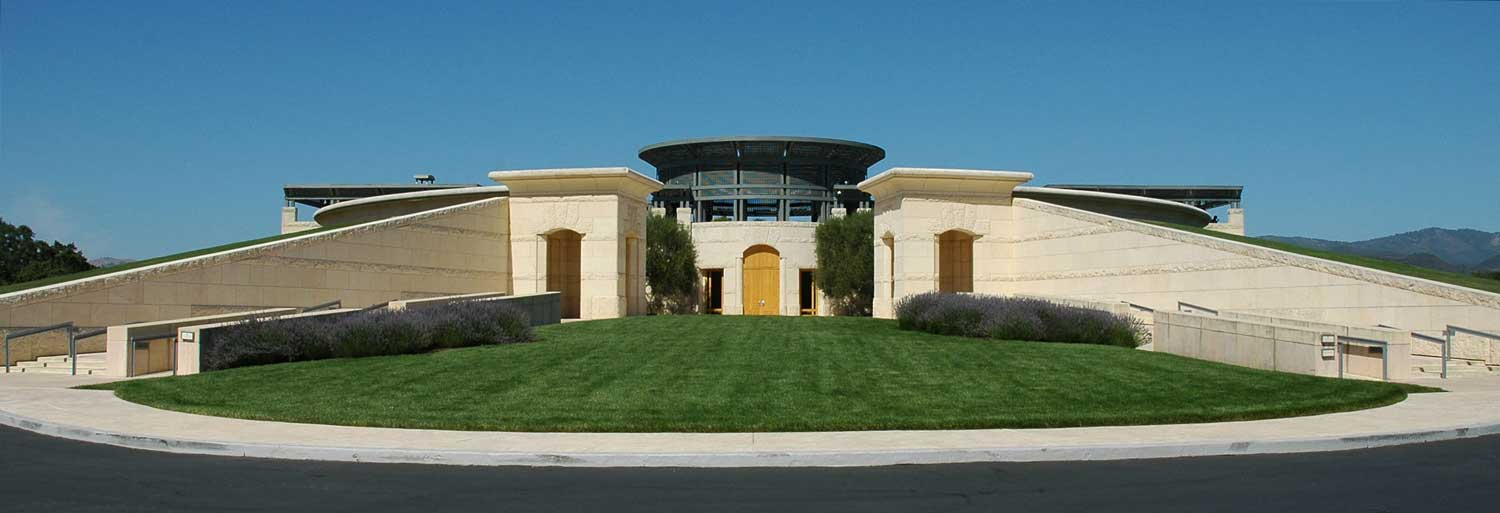
Opus One

Der Name Opus One bezeichnet sowohl den Weinerzeuger Opus One Winery in Oakville im kalifornischen Napa-Valley als auch den einzigen dort produzierten Wein. In diesem Artikel wird sowohl das Weingut als auch der Wein beschrieben.

## Das Weingut
Das Weingut ist ein Gemeinschaftsunternehmen von Robert Mondavi (Robert Mondavi Winery, Kalifornien) und Baron Philippe de Rothschild (Château Mouton-Rothschild, Bordeaux).
Bei einem Treffen der beiden 1970 auf Hawaii hatten sie die Idee, ein gemeinsames Unternehmen zu gründen. Dieses Unternehmen sollte als Ziel haben, einen kalifornischen Premium-Rotwein zu produzieren, der die Charakteristika eines Bordeauxweins hat. Doch erst 1978 gab es ein zweites Treffen im Bordeaux. Bei diesem Treffen wurden die Rahmenbedingungen für das neue Unternehmen innerhalb einer Stunde festgelegt. Nur einen Namen hatten sie noch nicht gefunden. Das Unternehmen wurde 1980 gegründet und der Öffentlichkeit vorgestellt. Doch von 1979 erfolgte die erste Weinlese für das Unternehmen durch Lucien Sionneau vom Château Mouton-Rothschild und Timothy Mondavi von der Robert Mondavi Winery. Diese Weinlese fand, wie auch die Weinlese 1980, bei der Robert Mondavi Winery statt. 1981 verkaufte Robert Mondavi 14,16 ha seiner Weinberge an das Unternehmen. Diese Weinberge sind der erste Grundbesitz des Weinguts. Durch Ankäufe wird nun die Rebfläche des Unternehmens kontinuierlich vergrößert (2005 betrug die Gesamtrebfläche 110 ha). Zwei Jahre später wird die Ranch The River Parcel in Oakville gekauft, und der Stammsitz des Unternehmens wird dorthin verlegt. In diesem Jahr einigen sich Mondavi und Rothschild auch auf einen gemeinsamen Namen: Opus One.
Nachdem der Wein jedes Jahr in der Kellerei der Robert Mondavi Winery produziert wurde, fassten Mondavi und Rothschild 1989 den Entschluss, eine eigene Kellerei für Opus One zu bauen. Noch im selben Jahr erfolgte die Grundsteinlegung auf dem Grundbesitz der Opus One Winery. Die neue Kellerei wurde 1991 fertiggestellt und in Betrieb genommen.
2004 wurde Michael Silacci neuer Geschäftsführer (CEO) der Opus One Winery und übernahm die alleinige Leitung. Dies war ein Novum in der Firmengeschichte, da die Firmenleitung bisher immer von zwei Vertretern der beiden Besitzer gleichberechtigt wahrgenommen wurde. Silacci übernahm die Geschäftsführung von Peter Ventura (Vertreter für Mondavi) und Douglas Morton (Vertreter für Rothschild).

## Der Wein
Opus One ist einer der teuersten und höchstbewerteten Weine der USA. Das Ziel von Robert Mondavi und Baron Philippe de Rothschild, einen qualitativ hochwertigen und bordeauxtypischen Wein in Kalifornien zu erzeugen, ist gelungen. Opus One gilt in der Fachwelt als einer der besten kalifornischen Weine.

### Rebsorten
Die Art und Menge der verwendeten Rebsorten variiert beim Opus One von Jahr zu Jahr. Es werden bordeauxtypische Rebsorten verwendet. Bis zum Jahrgang 2001 wurde der Wein folgender Sorten in veränderlichen Anteilen gekeltert: Cabernet Sauvignon (80–97 %), Cabernet Franc (1–16 %), Merlot (0–7 %), Malbec (0–4 %) und Petit Verdot (0–2 %).
Durch den hohen Anteil an Cabernet Sauvignon erhält der Opus One die Typizität eines Bordeaux-Verschnitts von der linken Gironde-Seite.

### Vinifikation
Die Kellerei ist am Hang gebaut; alle Operationen am Wein sollen ohne Einsatz von Pumpen geschehen können, indem das Schwerkraftprinzip genutzt wird. Die geernteten Trauben kommen oben an der Hangkante in das Gebäude. Mit jedem Verarbeitungsschritt werden Traubensäfte und Wein weiter abwärts gefördert. Unten am Hang wird der Wein abgefüllt und ausgeliefert.
Der Ausbau des Wein erfolgt zu 100 % in Barriques aus neuer französischer Eiche. Die Dauer der Fassreife liegt zwischen 15 und 25 Monaten.

### Jahrgänge
Die Jahrgänge 1979 und 1980 wurden 1984 zeitgleich als erste Produkte des Weinguts Opus One Winery vorgestellt. Diese und auch die folgenden Jahrgänge wurden nicht exportiert und nur an Händler in den USA geliefert. Erst der Jahrgang 1985, der 1988 auf den Markt kommt, wurde auch an Händler außerhalb der USA exportiert. Der Export erfolgte nach Frankreich, England, Deutschland und in die Schweiz. In den folgenden Jahren wurde der Export immer mehr ausgebaut, so dass Opus One 1998 bereits in 65 Länder geliefert wurde.